# Eunephrops bairdii
Eunephrops bairdii är en kräftdjursart som beskrevs av Smith 1885. Eunephrops bairdii ingår i släktet Eunephrops och familjen humrar. IUCN kategoriserar arten globalt som otillräckligt studerad. Inga underarter finns listade i Catalogue of Life.